# Santuario della Madonna del Castello (Caraglio)
Il santuario della Madonna del Castello è una chiesa situata a Caraglio, in Piemonte.

## Storia
Il 5 maggio 1810 Costanzo Chiapale scoprì un'antica cappella di quattro metri circa con dipinti raffiguranti la Santissima Vergine in mezzo agli apostoli. Il proprietario del terreno fece ricostruire la chiesa e alla sua morte lasciò tutti i suoi averi alla cappella in modo da garantirne il funzionamento. Nel 1841 venne incaricato un sacerdote di prendersi cura della cappella. Il 4 settembre 1855 vennero in visita alla cappella il principe Umberto (futuro re Umberto I) e il duca Amedeo. Nel 1860 il vescovo di Cuneo Mons. Clemente Manzini presiedette le celebrazioni della festa parrocchiale e la processione fino al santuario. Nel corso degli anni grazie alle donazioni dei fedeli vennero aggiunte vetrate colorate e venne rifatto il tetto.